# Maine Red Claws 2014-2015
La stagione 2014-15 dei Maine Red Claws fu la 6ª nella NBA D-League per la franchigia.
I Maine Red Claws vinsero l'Atlantic Division con un record di 35-15. Nei play-off persero la semifinale di conference con i Fort Wayne Mad Ants (2-0).

## Roster
| N° | Naz.                   | Ruolo | Sportivo           | Anno | Alt. | Peso |
| -- | ---------------------- | ----- | ------------------ | ---- | ---- | ---- |
| 3  | Stati Uniti (bandiera) | A     | Luke Loucks        | 1990 | 196  | 91   |
| 4  | Stati Uniti (bandiera) | G     | Phil Pressey       | 1991 | 180  | 79   |
| 7  | Stati Uniti (bandiera) | G     | Jason Calliste     | 1990 | 188  | 78   |
| 9  | Stati Uniti (bandiera) | G     | Markel Brown       | 1992 | 193  | 84   |
| 9  | Stati Uniti (bandiera) | G     | Chaz Williams      | 1991 | 175  | 79   |
| 10 | Stati Uniti (bandiera) | G     | Tim Frazier        | 1990 | 185  | 79   |
| 11 | Stati Uniti (bandiera) | G     | Andre Stringer     | 1991 | 175  | 86   |
| 12 | Stati Uniti (bandiera) | G     | Jermaine Taylor    | 1986 | 196  | 93   |
| 13 | Stati Uniti (bandiera) | GA    | James Young        | 1995 | 198  | 98   |
| 14 | Stati Uniti (bandiera) | G     | Chris Babb         | 1990 | 196  | 102  |
| 15 | Stati Uniti (bandiera) | G     | Sherwood Brown     | 1991 | 193  | 91   |
| 17 | Stati Uniti (bandiera) | G     | Davion Berry       | 1991 | 193  | 84   |
| 17 | Stati Uniti (bandiera) | G     | Andre Dawkins      | 1991 | 196  | 98   |
| 19 | Stati Uniti (bandiera) | A     | Omar Reed          | 1987 | 198  | 95   |
| 19 | Stati Uniti (bandiera) | G     | Marcus Smart       | 1994 | 191  | 103  |
| 20 | Stati Uniti (bandiera) | G     | Rodney McGruder    | 1991 | 193  | 93   |
| 21 | Stati Uniti (bandiera) | A     | Christian Watford  | 1991 | 206  | 105  |
| 23 | Stati Uniti (bandiera) | A     | Romero Osby        | 1990 | 203  | 105  |
| 24 | Giamaica (bandiera)    | A     | Omari Johnson      | 1989 | 206  | 100  |
| 32 | Stati Uniti (bandiera) | A     | Michael Schachtner | 1986 | 206  | 98   |
| 33 | Canada (bandiera)      | A     | Dwight Powell      | 1991 | 211  | 109  |
| 34 | Stati Uniti (bandiera) | A     | Cory Jefferson     | 1990 | 206  | 100  |
| 42 | Stati Uniti (bandiera) | C     | Asauhn Dixon-Tatum | 1991 | 213  | 102  |
| 41 | Stati Uniti (bandiera) | C     | James Tyler        | 1988 | 218  | 141  |
| 50 | Stati Uniti (bandiera) | C     | Ralph Sampson      | 1990 | 211  | 111  |

## Staff tecnico
- Allenatore: Scott Morrison
- Vice-allenatori: Seth Cooper, Nathaniel Mitchell, Ronald Nored
- Preparatore atletico: Ryan Donovan